# Horná Breznica
Horná Breznica je naseljeno mjesto u okrugu Púchov u Trenčínskom kraju u Slovačkoj.

## Stanovništvo
| Godina:     | 1993. | 2003.   | 2013.   | 2023.   |
| ----------- | ----- | ------- | ------- | ------- |
| Broj ljudi: | 466   | 441     | 476     | 498     |
| Razlika:    |       | -5,36 % | +7,93 % | +4,62 % |

| Godina:     | 2022. | 2023.   |
| ----------- | ----- | ------- |
| Broj ljudi: | 505   | 498     |
| Razlika:    |       | -1,38 % |

Prema podacima o broju stanovnika iz 2023. godine naselje je imalo 498 stanovnika.

## Vanjske poveznice
|  | Zajednički poslužitelj ima još gradiva o temi Horná Breznica |

- Službena stranica naselja (sl.)